# ネミフィチド
ネミフィチド(Nemifitide)は、メラノスタチンと似たペンタペプチドの抗うつ薬で、アミノ酸配列は、4-F-Phe-4-OH-Pro-Arg-Gly-Trp-NH2である。Tetragenex社によりうつ病の治療用途での開発が進められている。12の臨床試験で430人以上に投与され、第III相試験まで進んでいるが、未だどこの国でも市販の承認が得られていない。
ネミフィチドのうつ症状の軽減に効果にはさまざまな結果が得られているが、奏功したケースでは、作用の発現までが5から7日以内と短く、副作用はほぼなく、安全性にも優れていることが示されている。しかし、経口では不活性で、皮下注射で投与する必要がある。15–30分と短い半減期であるが、ほぼ全ての研究で、1日1度の投与で十分なことが示されている。
作用機序はよく分かっていないが、メラノスタチンが似たような抗うつ作用を示すことから、同様の機序であると考えられている。ただし、恐らく興味深いのは、ネミフィチドは5-HT2A受容体（アンタゴニストとして作用することが示されている）、神経ペプチドY受容体、ボンベシン受容体、メラノコルチン4受容体及びメラノコルチン5受容体等のいくつかの受容体に結合するが、結合はμM程度の濃度でしか起こらないことである。こうした比較的弱い作用のどれにどのような臨床的な意義があるのかは分かっていない。

## 関連文献
- “Nemifitide. Innapharma”. Current Opinion in Investigational Drugs 4 (7):  859-62. (July 2003). PMID 14619408.